# 都會軒
都會軒（英語：The Metropolis Residence）是香港一個私人住宅，位於九龍紅磡灣都會道8-9號的置富都會上蓋、連接都會海逸酒店。鄰近港鐵紅磡站、香港體育館、海韻軒及海灣軒海景酒店，由九鐵公司、長江集團及和記黃埔共同發展。

## 簡介
都會軒在未建成前為紅磡灣西岸的海面，及後紅磡灣被填平造地後，在紅磡站以東一帶（包括紅磡貨場擴建部分）列為綜合發展區。及後，九廣鐵路公司將貨場擴展部分上蓋發展權直接授予長江集團，建成現今的都會軒、都會海逸酒店及置富都會。
都會軒是酒店式公寓設計，只有2座大樓，合共有662單位。單位面積由597呎至662呎不等，另有6個高層複式單位面積達1,558至1,775呎。面向西南的高層單位擁有維多利亞港煙花海景，由於都會軒本身地處尖沙咀東面，所以一般類似的海景單位，呎價會比只有樓景的單位高很多。

## 商場
基座商場為「置富都會」，樓高三層，總面積約33萬平方呎，主要租戶包括百佳超級市場、屈臣氏、美食廣場及多間食肆。
由於商場連接紅磡站及下方紅磡列車停放處已佔去屋苑的首三層，另5-6樓為停車場，所以都會軒的單位是由7樓作為地下電梯大堂，11樓至31樓為住宅單位。

## 鄰近
- 港鐵紅磡站
- 香港體育館
- 都會海逸酒店
- 半島豪庭
- 海灣軒
- 海韻軒
- 海濱南岸
- 黃埔花園
- 香港理工大學
- 唯港薈
- 國際郵件中心

## 地區分界
都會軒地處紅磡站和紅磡灣發展區之間，在香港區議會和規劃署的地圖皆顯示，紅樂道及建灣街以西地方皆屬油尖旺區，都會軒和附近的海韻軒、海灣軒處於二街的西面，所以屬於油尖旺區議會「尖東及京士柏」選區，然而隨著2023年香港選舉改革，現在已經屬於「油尖旺南」選區。

## 外部連結
- 都會軒 望海望樓 投資各不同[]